# Aeroportul Internațional Cape Town
Aeroportul Internațional Cape Town (IATA: CPT, ICAO: FACT) este aeroportul principal care deservește orașul Cape Town și este al doilea cel mai aglomerat  aeroport din Africa de Sud și al patrulea cel mai aglomerat aeroport din Africa. Situat la aproximativ 20 km de centrul orașului, aeroportul a fost deschis în 1954 pentru a înlocui aeroportul anterior din Cape Town, Aerodromul Wingfield. Aeroportul Internațional Cape Town este singurul aeroport din zona metropolitană din Cape Town care deservește curse regulate de pasageri. Aeroportul are terminale pentru zboruri interne și internaționale, legate de un terminal central comun. 
Aeroportul are zboruri directe din celelalte două zone urbane principale din Africa de Sud, Johannesburg și Durban, precum și zboruri către orașe mai mici din Africa de Sud. Pe plan internațional, are zboruri directe către mai multe destinații din Africa, Orientul Mijlociu, Asia, Europa și Statele Unite. Ruta aeriană dintre Cape Town și Johannesburg a fost cea de-a noua cea mai aglomerată rută aeriană din lume în 2011, cu aproximativ 4,5 milioane de pasageri.

## Istorie
Aeroportul D. F. Malan a fost deschis în 1954, un an după deschiderea Aeroportului Jan Smuts (acum Aeroportul Internațional O. R. Tambo) în Johannesburg. Aeroportul a înlocuit aeroportul anterior din Cape Town, Aerodromul Wingfield. Numit inițial după prim-ministrul sud-african, la început ofera doar două zboruri internaționale: un zbor direct către Regatul Unit și un al doilea zbor către Regatul Unit, prin Johannesburg.
Odată cu căderea apartheidului la începutul anilor '90, proprietatea aeroportului a fost transferată de la stat către o companie de stat, Compania Aeroporturilor din Africa de Sud (ACSA), iar aeroportul a fost redenumit în Aeroportul Internațional Cape Town (un nume neutru din punct de vedere politic).  Primii ani ai secolului XXI au înregistrat o creștere extraordinară pe aeroport; de la 6,2 milioane de pasageri pe an în 2004-2005, aeroportul a atins un nivel de 8,4 milioane de pasageri pe an în 2007-2008. În 2016, aeroportul a înregistrat o creștere de 29% a sosirilor internaționale. De asemenea, în 2016, aeroportul a depășit pentru prima dată nivelul de 10 milioane de pasageri pe an. 
Pentru pregătirea Campionatului Mondial de Fotbal din 2010, Aeroportul Internațional Cape Town a beneficiat de extindere și renovare pe scară largă. Obiectivul principal a fost dezvoltarea unei terminal central cu un cost de R6,6 miliarde, care leagă terminalele de zboruri interne și internaționale (fiind anterior separate) și care oferă o zonă comună de check-in. Nivelul de plecări al Terminalului Central a fost deschis în noiembrie 2009, cu întreaga clădire fiind deschisă în aprilie 2010. 

## Dezvoltări
Pe lângă finalizarea proiectului de extindere din 2010, s-a propus ca o a doua pistă pentru aeronave mari să fie construită pe aeroport, urmând să fie finalizată până în 2015. În mai 2015, Compania Aeroporturilor din Africa de Sud a anunțat o extindere valorificat la R7,7 miliarde pentru aeroport. Extinderea include modernizările terminalelor de zboruri interne și internaționale. Proiectul de extindere urmează să înceapă construcția la sfârșitul anului 2018 și va fi finalizat până la jumătatea anului 2022. 

## Facilități

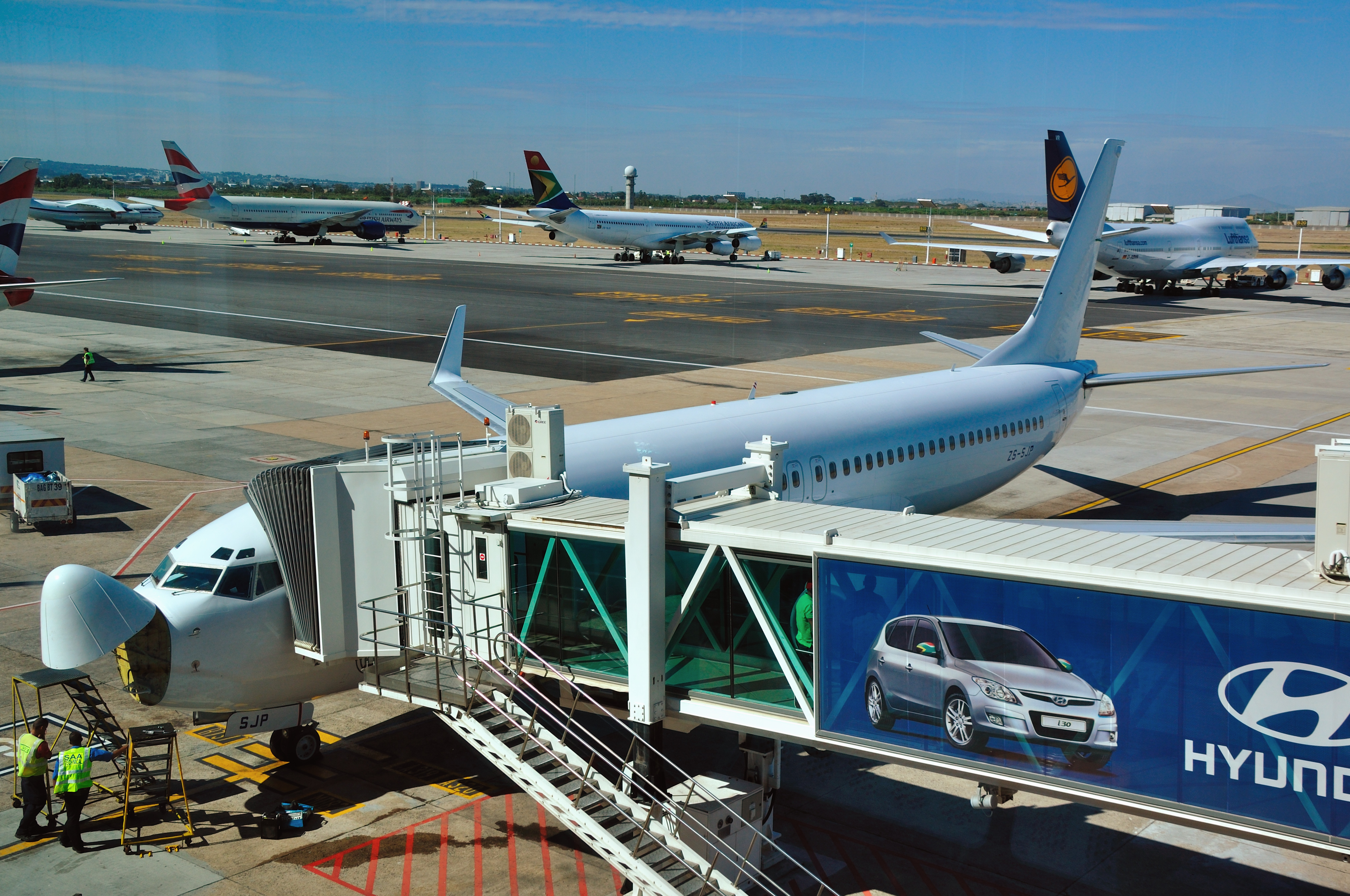
Vizionare pe șorț

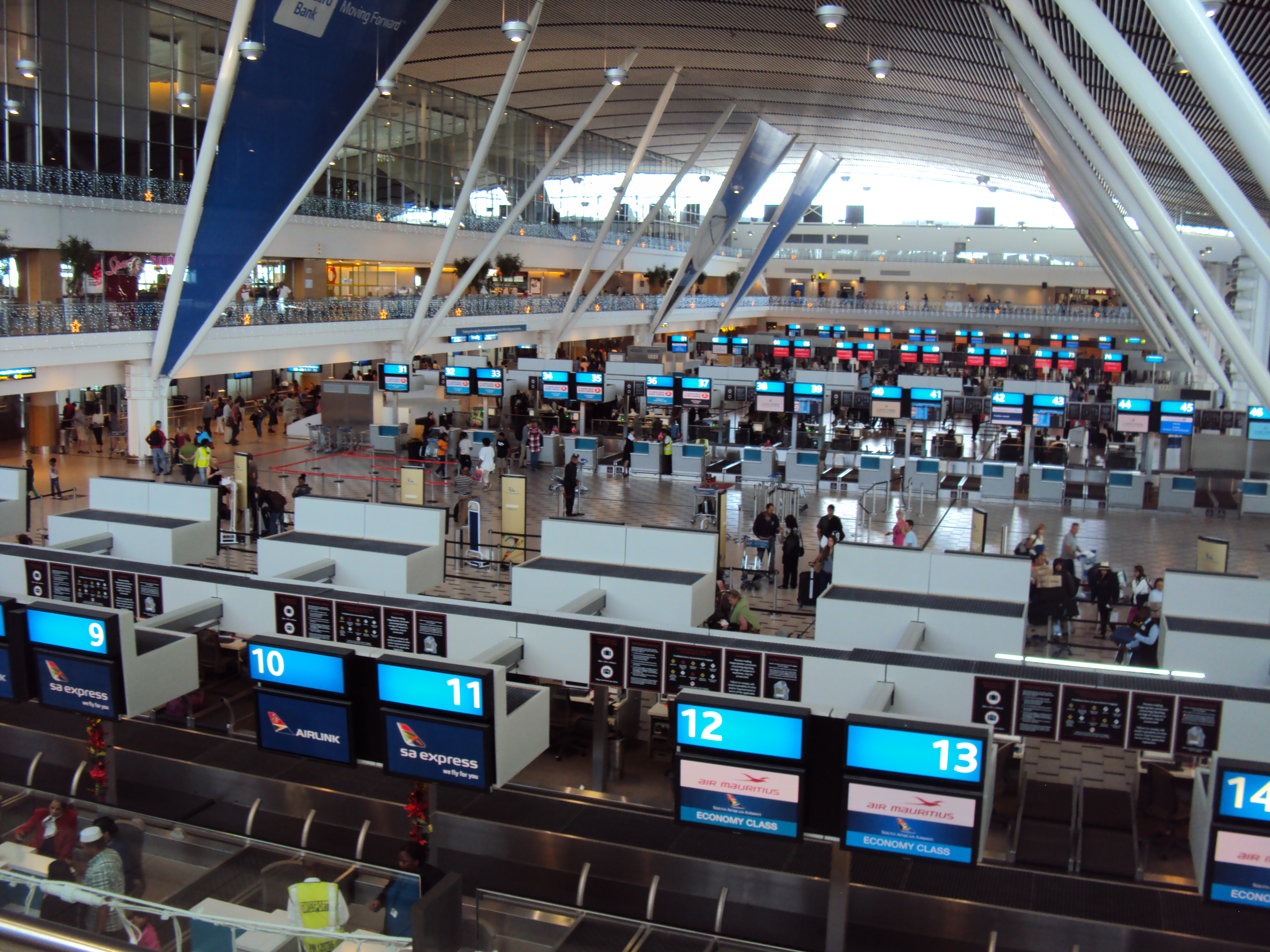
Sala de check-in

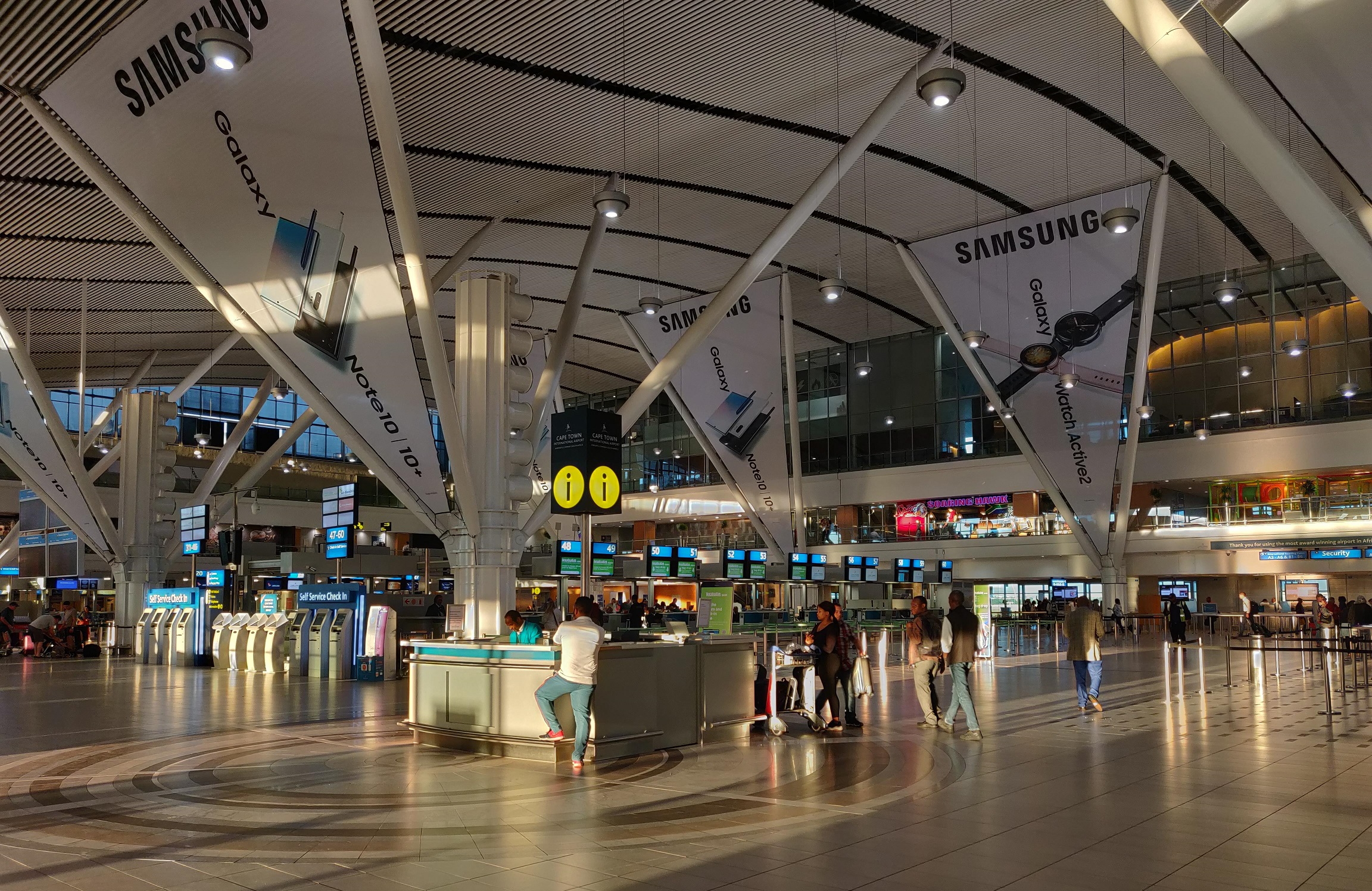
Zona de plecări interne și internaționale la etajul superior al terminalului central.

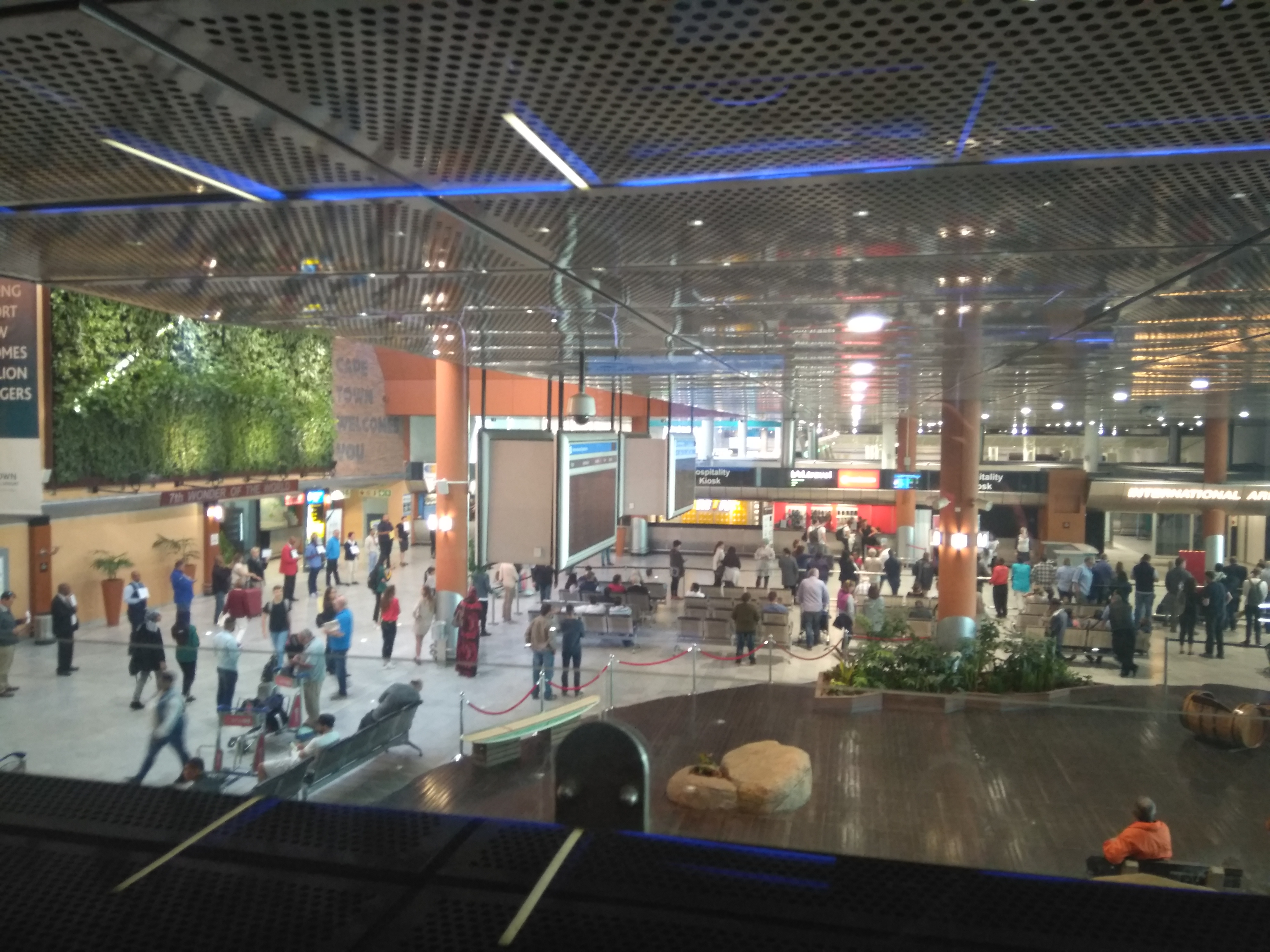
Interiorul etajului Sosirilor Internaționale

### Terminale
Aeroportul are două terminale legate de terminalul central. 

#### Terminalul central
Clădirea terminalului are un design în două niveluri, cu plecări situate la etajele superioare și sosiri la etajele inferioare; un sistem rutier ridicat asigură accesul vehiculului atât la nivelurile de plecări cât și de sosiri. Toate check-in-urile au loc în clădirea Terminalul Central, care conține 120 de birouri de check-in și 20 de chioșcuri self-service. Pasagerii trec apoi printr-o zonă consolidată de verificare a securității înainte de a se împărți. Pasagerii care zboară internațional se îndreaptă spre partea de nord a aeroportului, care este terminalul de zboruri internaționale, iar pasagerii care zboară în alte părți din Africa de Sud se îndreaptă spre partea de sud a aeroportului spre terminalul de zboruri interne. 
Terminalul are 10 poduri aeriene, împărțite uniform între utilizarea pentru zboruri interne și zboruri internaționale. Secțiunile al nivelurile inferioare ale terminalelor pentru zboruri interne și internaționale sunt utilizate pentru transportul pasagerilor cu autobuzul către și de la aeronavele parcate de la distanță.
Pasagerii care sosesc ridică bagajele în vechile secțiuni ale terminalelor respective, înainte de a trece prin noi pasaje către noul terminal central. Terminalul conține un sistem automat de manipulare a bagajelor, capabil să manipuleze 30.000 de bagaje pe oră.
Punctele de vânzare cu amănuntul sunt situate la nivelul inferior al terminalului (la sosiri), și de asemenea în zona de operațiuni aeriene la lângă porțile de plecare. Punctele de vânzare cu amănuntul sunt diverse, inclusiv case de schimb valutar, librării, comercianți de îmbrăcăminte, magazine alimentare, magazine de suveniruri și magazinele duty-free (în terminal de plecări internaționale). Restaurantele din clădirea terminalului central sunt situate la nivelul superior (al treilea etaj) deasupra nivelului plecărilor, care include ceea ce se presupune a fi cel mai mare restaurant Spur de pe continentul african, la 1.080 metri pătrați. Nivelul restaurant are vedere la zona aeroportuara al terminalului, în cazul în care o sticlă de perete cortină separă patronii de avioane 3 etaje mai jos. La etajul 4 este locul unde se află saloanele aeroporturilor. Pot fi găsite saloanele de business Bidvest și South African Airways. 

#### Terminalul internațional
Terminalul internațional este situat în partea de nord a aeroportului. Vamalele și facilitățile de imigrare, saloanele de business, magazinele duty-free, restaurantele, sălile de rugăciune, sălile de conferințe, birourile aeriene și capelele sunt amplasate în terminal. 

#### Terminalul intern
Situat în partea de sud a aeroportului, are aceleași facilități ca terminalul internațional, cu excepția facilităților de imigrare. 

### Alte facilități
Există două hoteluri situate în incinta aeroportului, unul fiind Hotel Verde, un hotel de patru stele, deținut de Bon Hotels (considerat să fie „cel mai verde hotel din Africa”), și Road Lodge, un hotel bugetar deținut de grupul de lanțuri hoteliere City Lodge. Terminalul ExecuJet este situată aproape de capătul sudic al pistei principale și oferă servicii VIP pentru avioane private. Aeroportul are, de asemenea, o stație MyCiti, fiind transportul în comun care conectează aeroportul cu centrul orașului și mai departe. 

## Companii aeriene și destinații
| Linii aeriene          | Destinații |
| ---------------------- | --- |
| Air Botswana           | Gaborone |
| Air France             | Paris–Charles de Gaulle |
| Airlink                | George, Kimberley, Maun, Nelspruit, Skukuza, Upington, Victoria Falls, Walvis Bay, Windhoek–Hosea Kutako Sezonier: Saint Helena |
| Air Mauritius          | Mauritius |
| Air Namibia            | Walvis Bay, Windhoek–Hosea Kutako                                                                                               |
| Austrian Airlines      | Sezonier: Viena |
| British Airways        | Londra–Heathrow Sezonier: Londra–Gatwick                                                                                        |
| Cathay Pacific         | Sezonier: Hong Kong |
| CemAir                 | Plettenberg Bay |
| Condor                 | Sezonier: Frankfurt |
| Delta Air Lines        | Atlanta |
| Edelweiss Air          | Sezonier: Zürich |
| Emirates               | Dubai–Internațional |
| Ethiopian Airlines     | Addis Ababa |
| FlySafair              | Durban, East London, Johannesburg–Lanseria, Johannesburg–O.R. Tambo, Port Elizabeth Sezonier: George                            |
| FlyWestair             | Oranjemund, Windhoek–Eros |
| Kenya Airways          | Nairobi–Jomo Kenyatta |
| KLM                    | Amsterdam |
| Kulula.com             | Durban, Johannesburg–Lanseria, Johannesburg–O.R. Tambo                                                                          |
| Lufthansa              | Frankfurt Sezonier: München |
| Norse Atlantic Airways | Sezonier: Londra–Gatwick |
| Qatar Airways          | Doha |
| Rwandair               | Harare, Kigali |
| Singapore Airlines     | Singapore |
| South African Airways  | Johannesburg–O.R. Tambo, São Paulo-Guarulhos                                                                                    |
| TAAG Angola Airlines   | Luanda |
| Turkish Airlines       | Istanbul |
| United Airlines        | Newark, Washington–Dulles |
| Virgin Atlantic        | Sezonier: Londra–Heathrow |

Note
- ^1  : Acest zbor operează prin Victoria Falls / Livingstone.
- ^2  : Acest zbor operează prin Harare. Rwandair are drepturi depline de trafic pentru a transporta pasageri între Harare și Cape Town.
- ^3  : Acest zbor operează prin Johannesburg. Cu toate acestea, acest transportator nu are dreptul de a transporta pasageri doar între Cape Town și Johannesburg.
- ^4  : Acest zbor va opera via Johannesburg într-un traseu în triunghi. Cu toate acestea, acest transportator nu are dreptul de a transporta pasageri doar între Cape Town și Johannesburg.

## Statistici

### Trafic de pasageri
| An fiscal | Internațional | Internațional | Regional | Regional    | Intern    | Intern      | Neregulat | Neregulat   | Total      | Total       |
| An fiscal | Pasageri      | % Schimbare   | Pasageri | % Schimbare | Pasageri  | % Schimbare | Pasageri  | % Schimbare | Pasageri   | % Schimbare |
| --------- | ------------- | ------------- | -------- | ----------- | --------- | ----------- | --------- | ----------- | ---------- | ----------- |
| 2004–05   | 1.176.958     | fără date     | 126.837  | fără date   | 4.895.048 | fără date   | 16.060    | fără date   | 6.214.903  | fără date   |
| 2005–06   | 1.167.661     | ▼0,8%         | 149.489  | ▲17,9%      | 5.503.690 | ▲12,4%      | 13.333    | ▼17,0%      | 6.834.173  | ▲10,0%      |
| 2006–07   | 1.246.016     | ▲6,7%         | 147.885  | ▼1,1%       | 6.107.405 | ▲11,0%      | 17.237    | ▲29,3%      | 7.518.543  | ▲10,0%      |
| 2007–08   | 1.309.822     | ▲5,1%         | 145.858  | ▼1,4%       | 6.950.061 | ▲13,8%      | 20.877    | ▲21,1%      | 8.426.618  | ▲12,1%      |
| 2008–09   | 1.378.160     | ▲5,2%         | 138.000  | ▼5,4%       | 6.283.132 | ▼9,6%       | 13.878    | ▼33,5%      | 7.813.170  | ▼7,3%       |
| 2009–10   | 1.284.990     | ▼6,8%         | 122.584  | ▼11,2%      | 6.391.079 | ▲1,7%       | 11.416    | ▼17,7%      | 7.810.069  | ▼0,0%       |
| 2010–11   | 1.261.024     | ▼1,9%         | 122.609  | ▲0,0%       | 6.781.143 | ▲6,1%       | 35.771    | ▲213%       | 8.200.547  | ▲5,0%       |
| 2011–12   | 1.400.487     | ▲11,1%        | 133.280  | ▲8,7%       | 7.028.669 | ▲3,7%       | 13.902    | ▼157%       | 8.576.338  | ▲4,6%       |
| 2012–13   | 1.325.481     | ▼5,4%         | 144.148  | ▲8,2%       | 6.951.577 | ▼1,1%       | 13.593    | ▼2,2%       | 8.434.799  | ▼1,7%       |
| 2013–14   | 1.355.524     | ▲2,3%         | 143.356  | ▼0,7%       | 6.879.919 | ▼1,0%       | 14.190    | ▲4,4%       | 8.392.989  | ▼0,5%       |
| 2014–15   | 1.452.360     | ▲7,1%         | 150.602  | ▲5,1%       | 7.142.907 | ▲3,9%       | 10.003    | ▼41,9%      | 8.755.872  | ▲4,3%       |
| 2015–16   | 1.564.464     | ▲7,7%         | 179.775  | ▲19,4%      | 7.902.362 | ▲10,6%      | 12.988    | ▲29,8%      | 9.659.589  | ▲10,3%      |
| 2016–17   | 1.934.641     | ▲23,7%        | 197.437  | ▲9,8%       | 8.067.516 | ▲2,1%       | 11.796    | ▼9,2%       | 10.211.390 | ▲5,7%       |
| 2017–18   | 2.243.367     | ▲16%          | 208.903  | ▲5,8%       | 8.286.618 | ▲2,7%       | 13.358    | ▲13,2%      | 10.752.246 | ▲5,3%       |
| 2018–19   | 2.406.594     | ▲7,3%         | 195.617  | ▼6,4%       | 8.209.610 | ▼0,1%       | 11.916    | ▼10,8%      | 10.823.737 | ▲0,1%       |
| 2019–20   | 2.356.225     | ▼2,1%         | 183.999  | ▼5,9%       | 8.137.246 | ▼0,9%       | 11.328    | ▼4,9%       | 10.688.798 | ▼1,2%       |
| 2020–21   | 156.433       | ▼93,4%        | 15.484   | ▼91,6%      | 2.181.670 | ▼73,2%      | 32.534    | ▲187,2%     | 2.386.121  | ▼77,7%      |
| 2021-22   | 751.278       | ▲131%         | 80.384   | ▲135%       | 4.853.699 | ▲76%        | 15.450    | ▼53%        | 5.700.811  | ▲82%        |
| 2022-23   | 2.174.073     | ▲189%         | 149.299  | ▲86%        | 6.062.223 | ▲25%        | 22.156    | ▲43%        | 8.407.751  | ▲47%        |
| 2023-24   | 2.754.405     | ▲23,6%        | 169.961  | ▲12,9%      | 7.093.292 | ▲15,7%      | 16.694    | ▼12,1%      | 10.034.352 | ▲17,6%      |
| 2024-25   | 2.900.341     | ▲5,3%         | 208.684  | ▲22,8%      | 7.372.093 | ▲3,9%       | 13.876    | ▼-16,9%     | 10.494.994 | ▲4,6%       |

### Mișcări ale aeronavelor
| An fiscal | Internațional     | Internațional | Regional          | Regional    | Intern            | Intern      | Neregulat         | Neregulat   | Total             | Total       |
| An fiscal | Trafic de avioane | % Schimbare   | Trafic de avioane | % Schimbare | Trafic de avioane | % Schimbare | Trafic de avioane | % Schimbare | Trafic de avioane | % Schimbare |
| --------- | ----------------- | ------------- | ----------------- | ----------- | ----------------- | ----------- | ----------------- | ----------- | ----------------- | ----------- |
| 2004–05   | 4.355             | fără date     | 4.242             | fără date   | 56.810            | fără date   | 27.154            | fără date   | 92.561            | fără date   |
| 2005–06   | 4.296             | ▼1,4%         | 4.169             | ▼17%        | 58.099            | ▲2,3%       | 22.326            | ▼17,8%      | 88.890            | ▼4,0%       |
| 2006–07   | 4.623             | ▲7,6%         | 3.698             | ▼11,3%      | 60.470            | ▲4,1%       | 22.602            | ▲1,2%       | 91.393            | ▲2,8%       |
| 2007–08   | 5.019             | ▲8,6%         | 3.420             | ▼7,5%       | 69.819            | ▲15,5%      | 24.027            | ▲6,3%       | 102.285           | ▲11,9%      |
| 2008–09   | 5.638             | ▲12,3%        | 3.340             | ▼2,3%       | 65.623            | ▼6,0%       | 21.042            | ▼12,4%      | 95.643            | ▼6,5%       |
| 2009–10   | 4.884             | ▼13,4%        | 3.296             | ▼1,3%       | 65.020            | ▼0,9%       | 19.379            | ▼7,9%       | 92.579            | ▼3,2%       |
| 2010–11   | 4.868             | ▼0,3%         | 3.137             | ▼4,8%       | 66.587            | ▲2,4%       | 19.031            | ▼1,8%       | 93.623            | ▲1,1%       |
| 2012–13   | 4.906             | ▲0,8%         | 3.557             | ▲4,8%       | 62.065            | ▼6,7%       | 18.545            | ▼1,8%       | 89.073            | ▼4,9%       |
| 2013–14   | 4.961             | ▲1,1%         | 2.855             | ▼4,8%       | 60.665            | ▼2,3%       | 20.092            | ▲1,8%       | 88.573            | ▼0,6%       |
| 2014–15   | 5.091             | ▲2,6%         | 3.135             | ▲4,8%       | 64.269            | ▲5,9%       | 18.651            | ▼1,8%       | 91.146            | ▲2,9%       |
| 2015–16   | 5.568             | ▲9,4%         | 4.783             | ▲4,8%       | 70.731            | ▲10%        | 19.139            | ▲1,8%       | 100.221           | ▲10%        |
| 2016–17   | 7.121             | ▲27,9%        | 5.048             | ▲4,8%       | 71.081            | ▲0,5%       | 16.087            | ▼1,8%       | 99.337            | ▼0,9%       |
| 2017–18   | 9.206             | ▲29,3%        | 5.048             | ▲4,8%       | 72.110            | ▲1,4%       | 16.252            | ▲1,8%       | 103.001           | ▲3,7%       |
| 2018–19   | 10.490            | ▲13,9%        | 4.950             | ▼1,9%       | 67.328            | ▼6,6%       | 15.898            | ▼2,2%       | 98.666            | ▼4,2%       |

## Transport

### Rutier

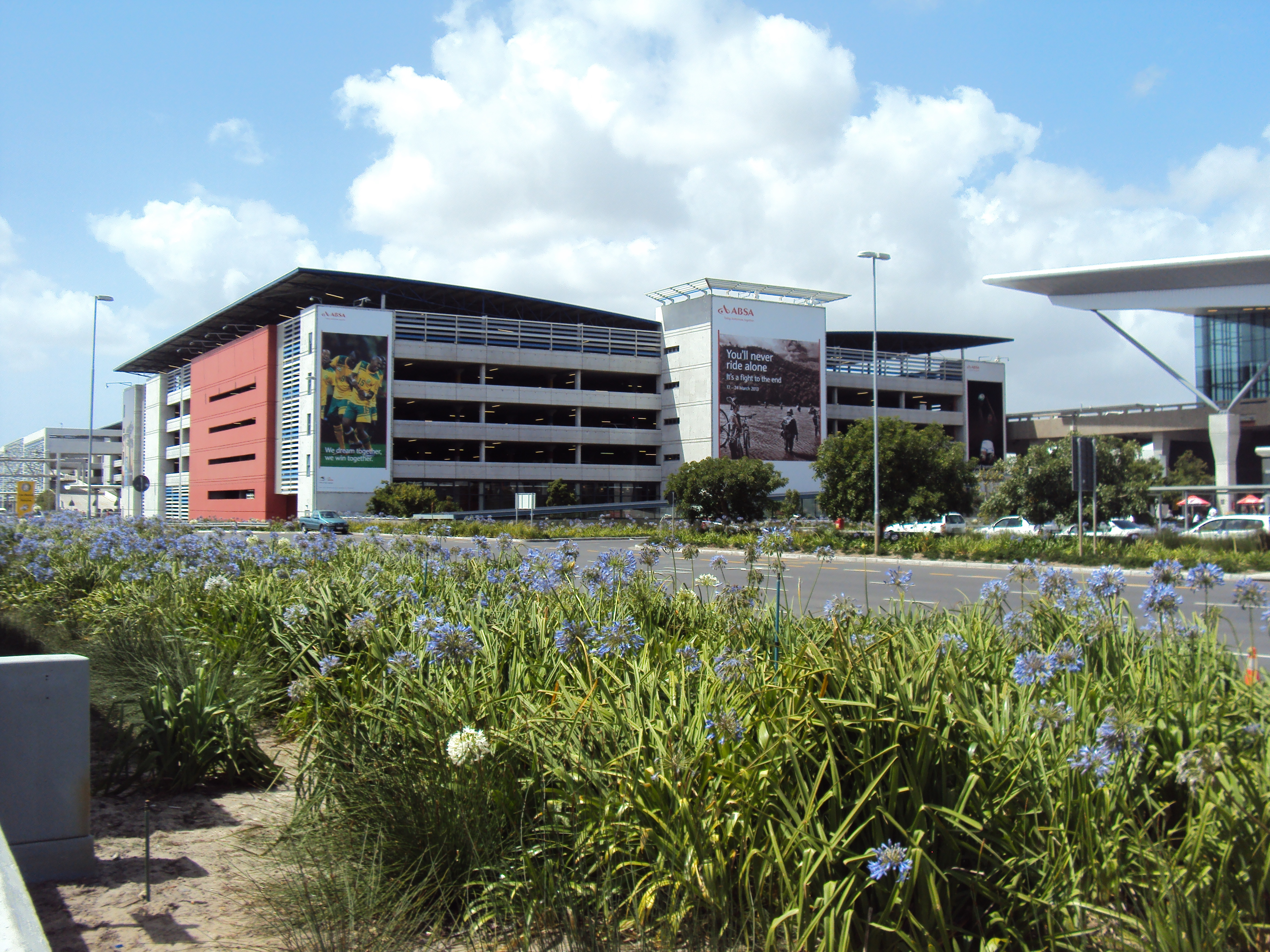
Parcarea etajată P1

Aeroportul Internațional Cape Town este aproximativ 20 km de centrul orașului și este accesibilă de pe autostrada N2, cu strada Airport Approach oferind o legătură directă între N2 (la ieșirea 16) și aeroport. De asemenea, aeroportul poate fi accesat indirect de pe autostrada R300 prin M12, M10 și M22. 
Două parcări etajate sunt situate de o parte și de alta a zonei Transport Plaza după cum urmează:  
- Parkade P1 se află la nord de clădirea terminalului central și constă din cinci etaje. Conține 4.050 de locuri de parcare, și are 6 ascensoare și 8 scări rulante. Există 14 locuri de parcare dedicate pe etaj disponibile pentru persoanele cu dizabilități.
- Parkade P2 se află la sud de clădirea terminalului central și are 1.749 de locuri de parcare cu patru ascensoare pe cinci etaje.

De asemenea, parcarea P3 și P4 (care sunt acoperite) sunt situate de o parte și de alta a clădirii central de închiriere auto  și pot fi accesate prin tunelul pietonal. Există un număr total de 1.600 de locuri de parcare în parcare la umbră, inclusiv parcarea P5 de lungă ședere.

### Transport public
Compania de transport în comun MyCiTi oferă un serviciu de transfer care leagă aeroportul cu stația Civic Center din centrul orașului. Autobuzele pleacă la fiecare 20 de minute între orele 04:20 la 22:00. Transportul către și de la aeroport este asigurat, de asemenea, de taxiuri contorizate și diverse companii private de transfer, inclusiv Uber și Bolt.

### Legătura feroviară
Nu există acces feroviar direct la Aeroportul Internațional Cape Town. Agenția Feroviară pentru Pasageri din Africa de Sud a propus o legătura feroviară de 4 km între aeroport și rețeaua de feroviară metropolitană existentă din Cape Town. 

## Distincții
- 2009 - Premiul pentru cel mai bun aeroport din Africa de către Skytrax, înaintea Aeroportului Internațional Durban și a Aeroportului Internațional OR Tambo. [19]
- 2011 - Premiile pentru cel mai bun aeroport din Africa de la Airports Council International [20]
- 2012 - Premiul pentru cel mai bun aeroport din Africa de Skytrax
- 2013 - Premiul pentru cel mai bun personal al aeroportului din Africa de către Skytrax [21]
- 2013 - Premiul pentru cel mai bun aeroport din Africa de Skytrax
- 2018 - Premiul pentru cel  mai bun aeroport din Africa de Skytrax [22]

## Galerie de imagini

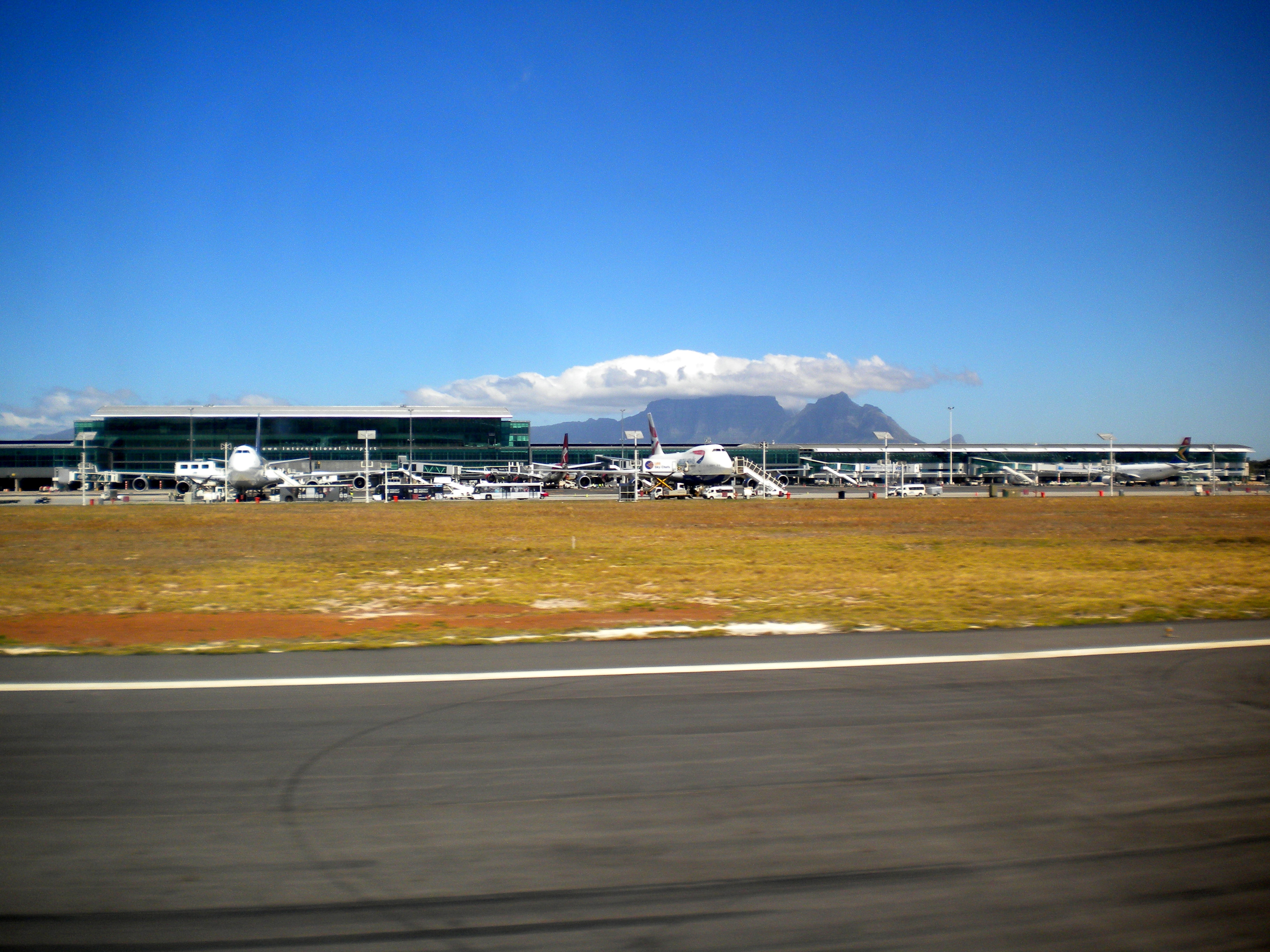
Avioane parcate la terminalul de zboruri internaționale.
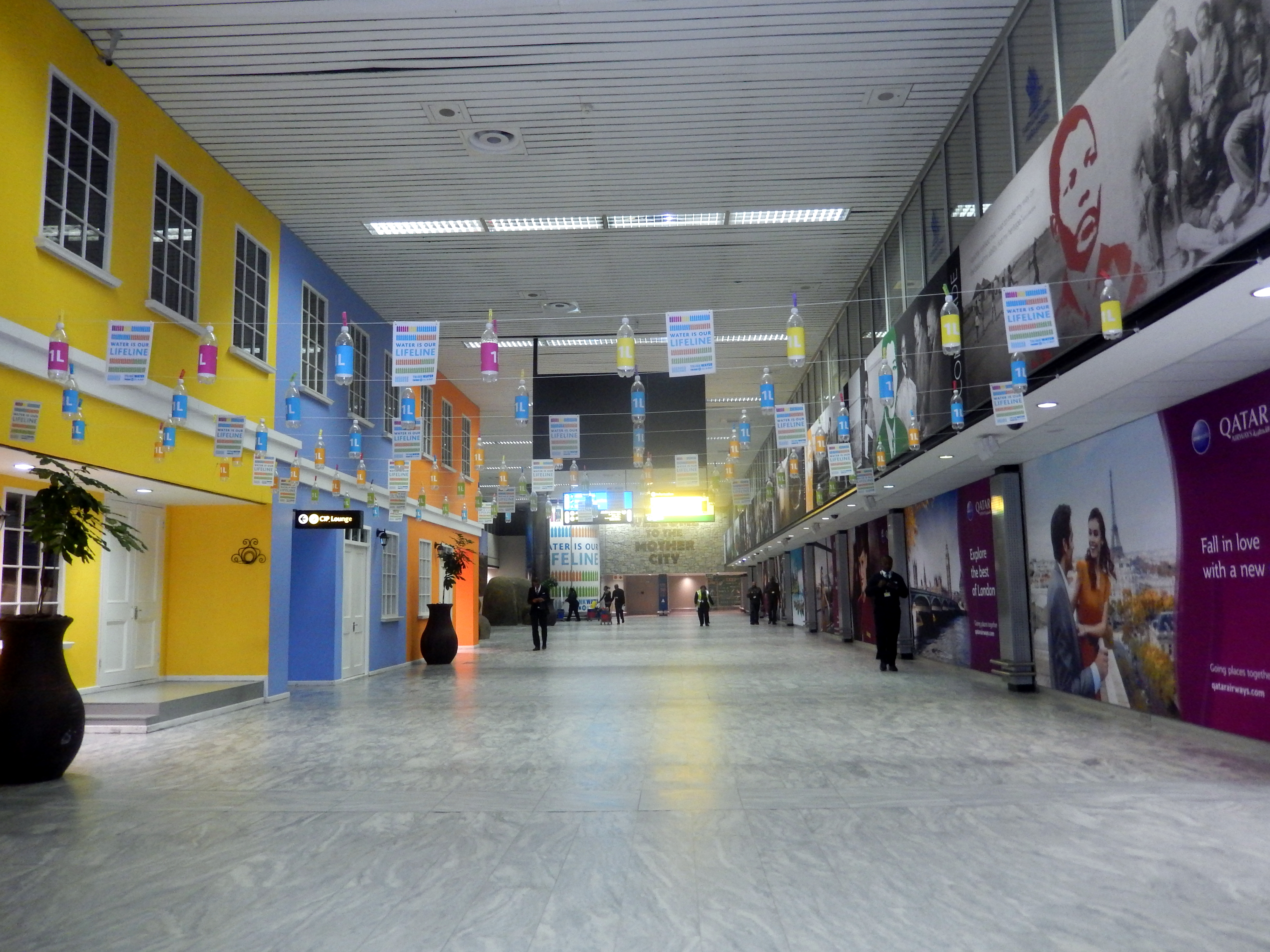
Ieșirea din sala sosirilor internaționale spre terminalul central.
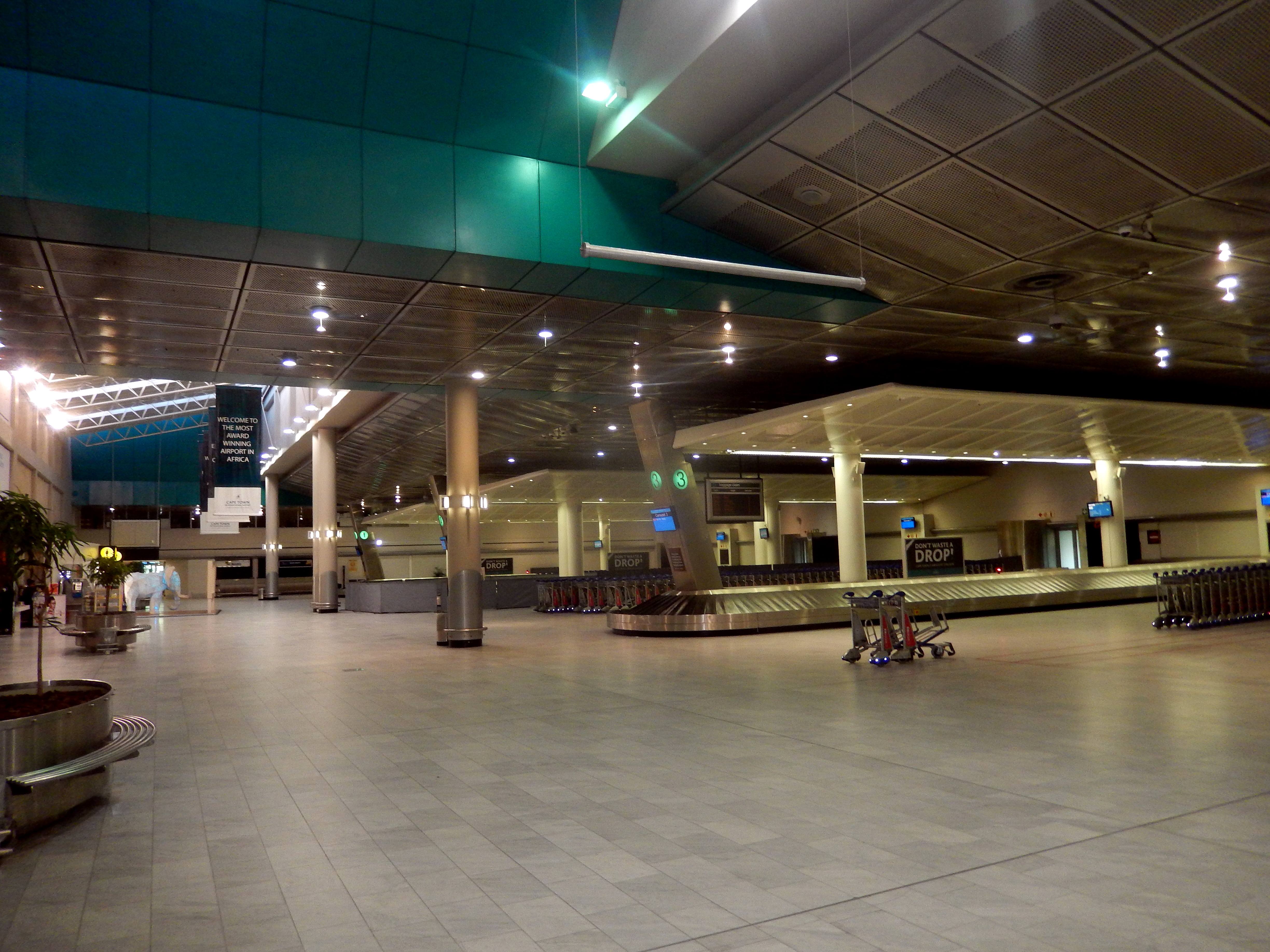
Sala de recuperare a bagajelor la sosiri internaționale.
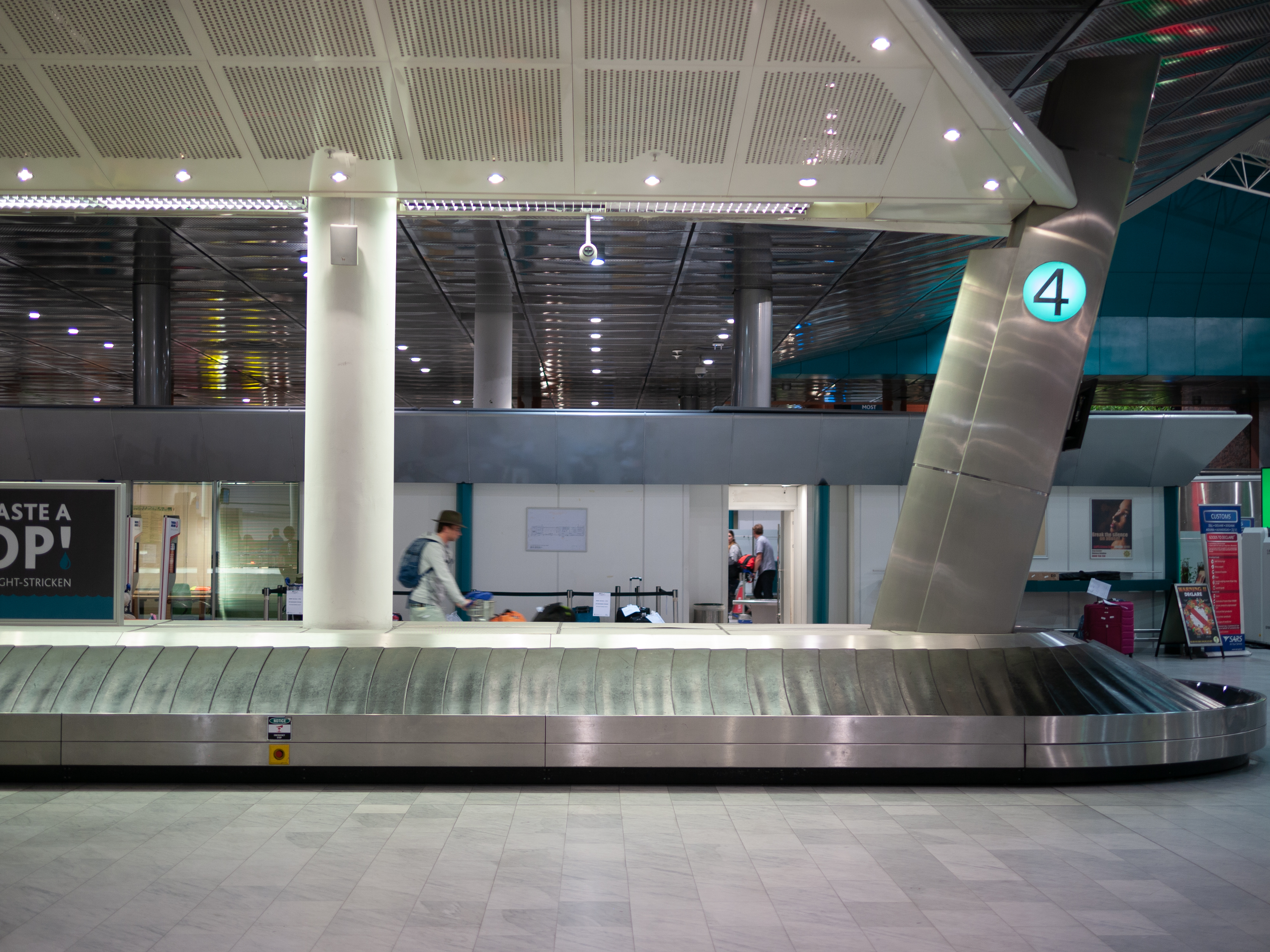
Sala de recuperare a bagajelor la sosiri internaționale.
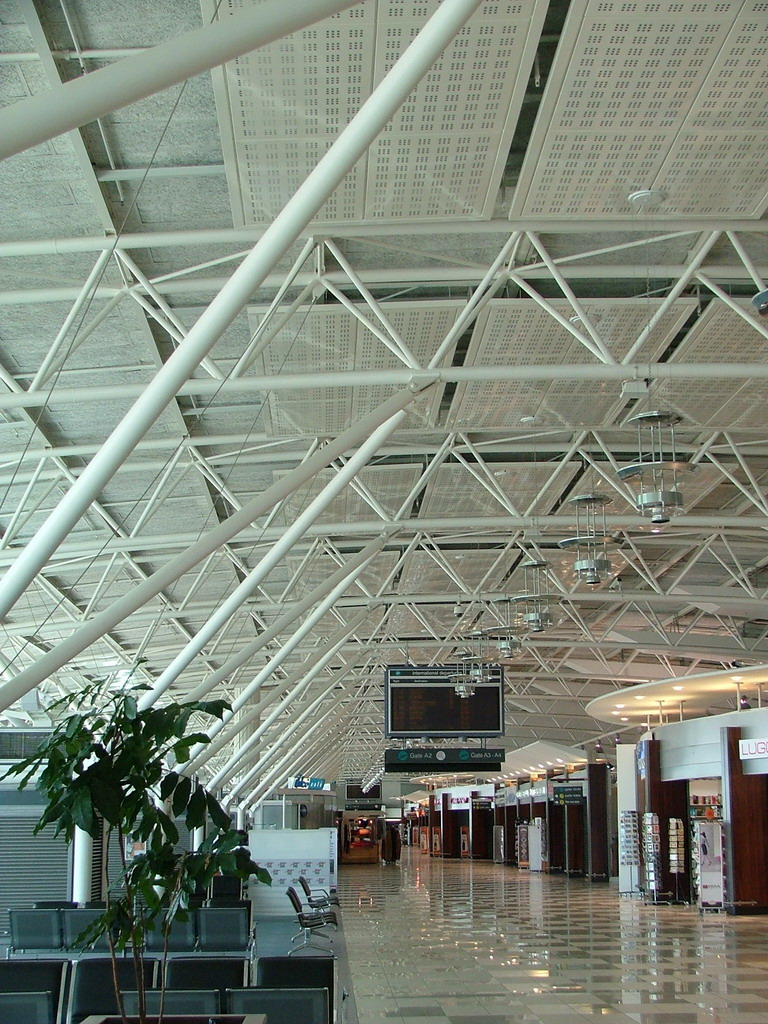
Zona aeroportuară la plecări internaționale.
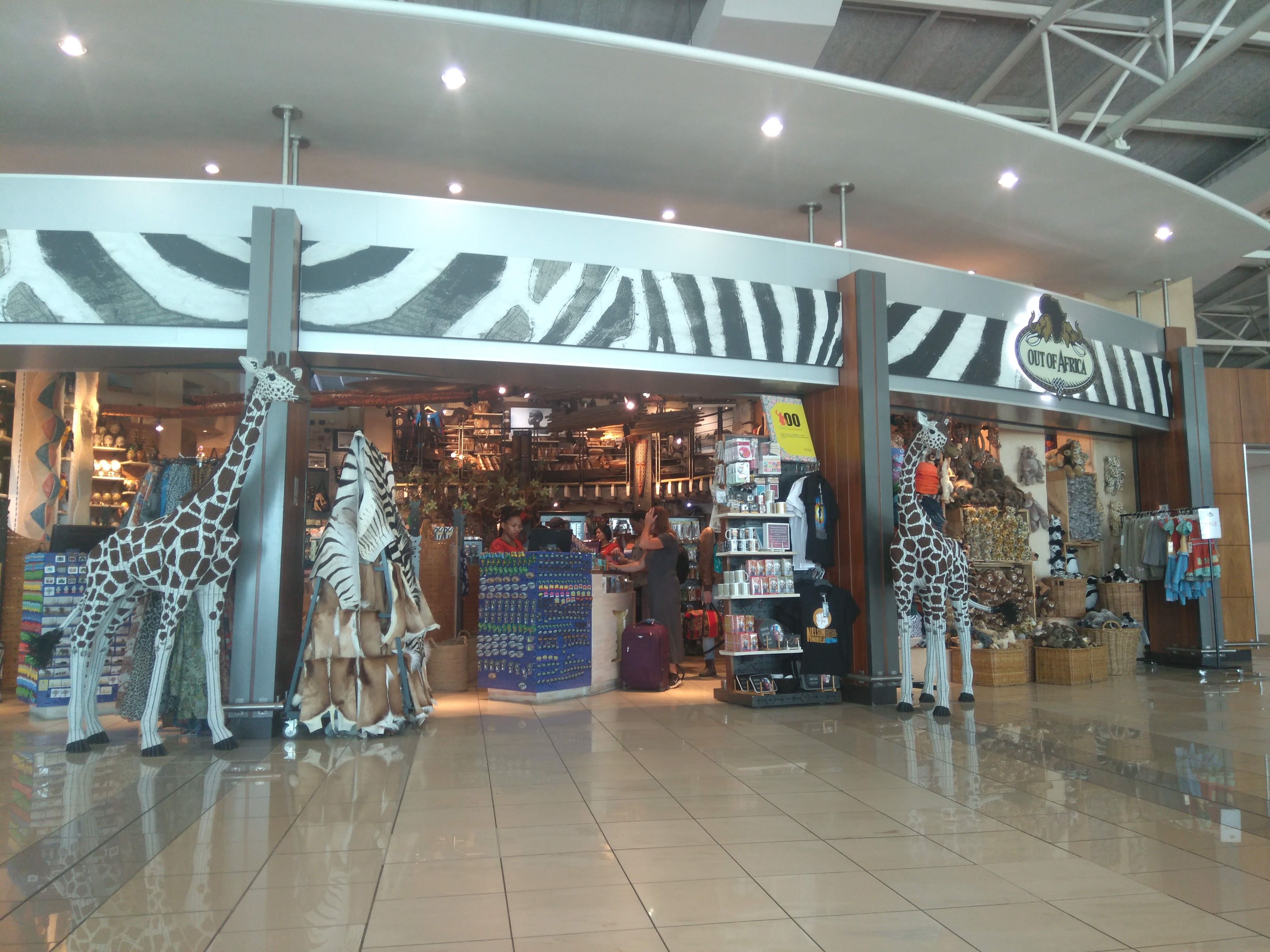
Un magazin duty-free de suveniruri la la plecări internaționale.
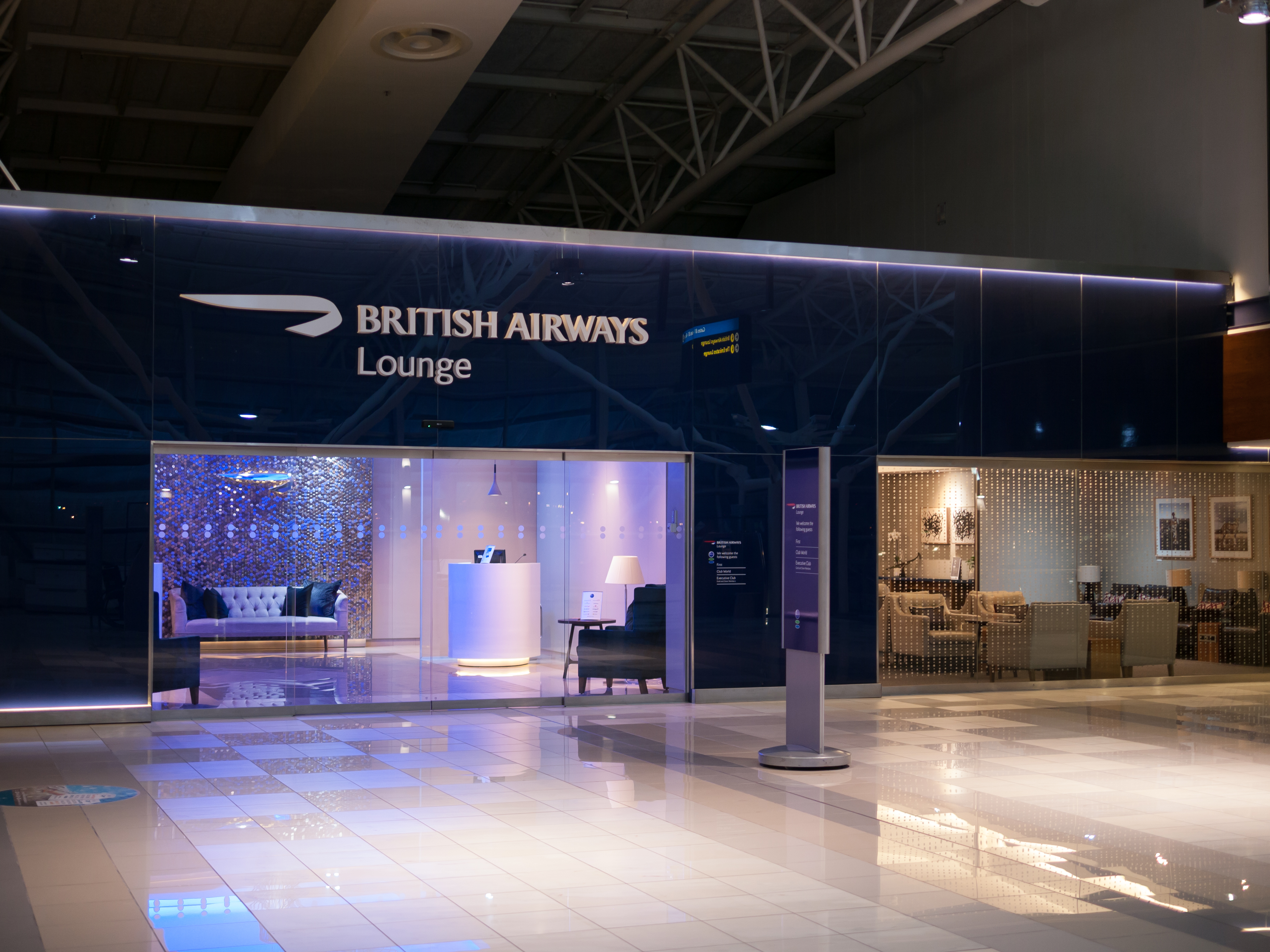
Salonul de business British Airways.
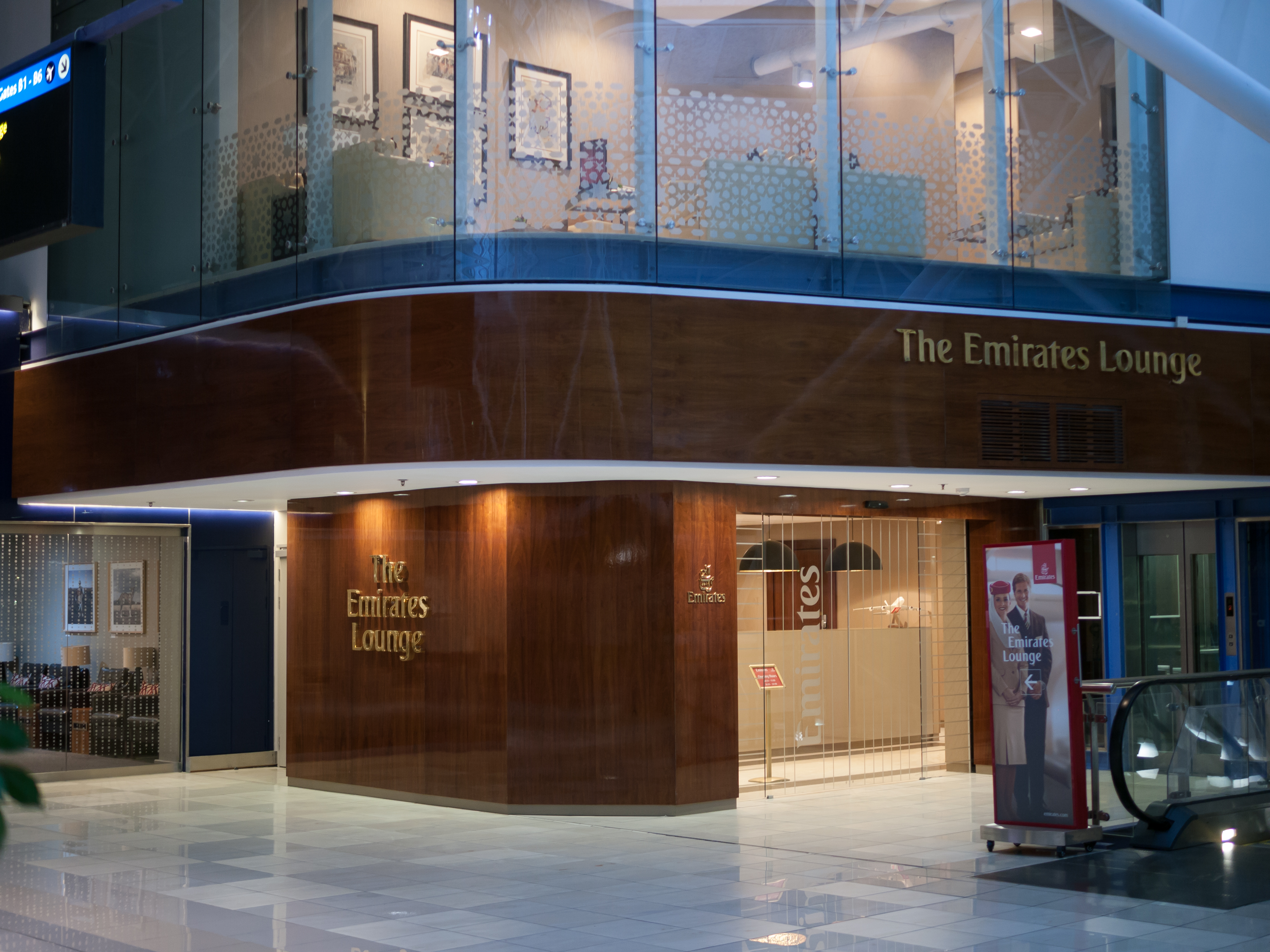
Salonul de business Emirates.
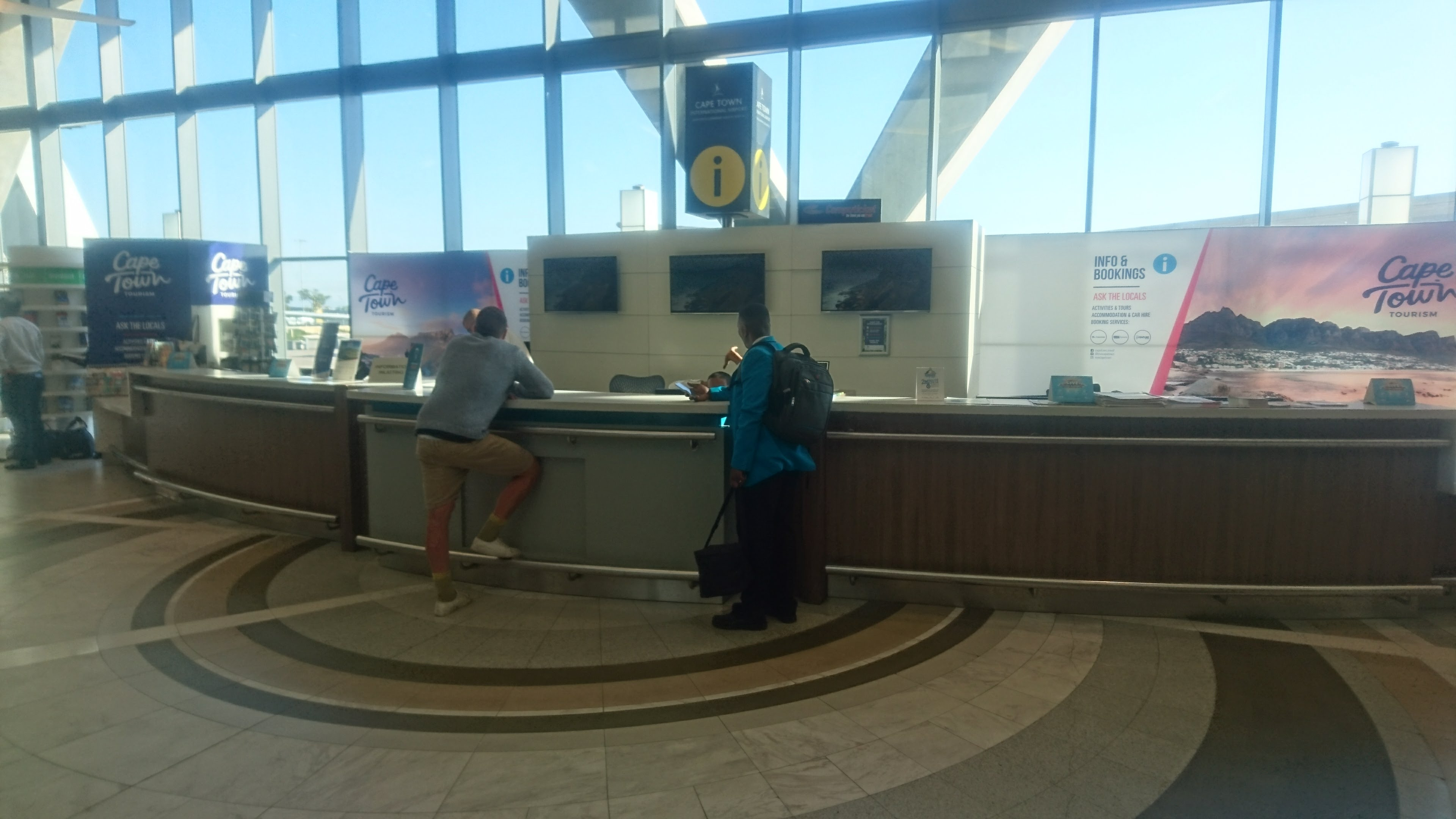
Birou de informaţii turistice in terminalul central.